# Келчев-Смужний-Первший
Келчев-Смужний-Первший (пол. Kiełczew Smużny Pierwszy) — село в Польщі, у гміні Коло Кольського повіту Великопольського воєводства.
Населення — 371 особа (2011).
У 1975—1998 роках село належало до Конінського воєводства.

## Демографія
Демографічна структура станом на 31 березня 2011 року:
|          | Загалом | Допрацездатний вік | Працездатний вік | Постпрацездатний вік |
| -------- | ------- | ------------------ | ---------------- | -------------------- |
| Чоловіки | 192     | 37                 | 122              | 33                   |
| Жінки    | 179     | 37                 | 99               | 43                   |
| Разом    | 371     | 74                 | 221              | 76                   |